# Chuggington
Chuggington è una serie televisiva anglo-statunitense. La serie debuttò nel Regno Unito il 29 settembre 2008 su CBeebies. In Italia venne trasmessa su Playhouse Disney dal 9 dicembre 2009 e su Rai Yoyo dal 19 dicembre 2011.

## Trama
La serie narra le vicende di tre trenini apprendisti: Bruno, Koko e Wilson. In ogni puntata imparano nuove cose e tutti e tre cercano di raggiungere il loro obiettivo: diventare treni esperti.

## Episodi

### Prima stagione
| nº | Titolo italiano                  | Titolo inglese             | Prima TV UK       | Prima TV Italia |
| -- | -------------------------------- | -------------------------- | ----------------- | --------------- |
| 1  | Il turno di notte                | Can't Catch Koko           | 29 settembre 2008 | 9 dicembre 2009 |
| 2  | Wilson e l'elefante              | Wilson And The Elephant    | 30 settembre 2008 |                 |
| 3  | Un carro per mezzi speciali      | Braking Brewster           | 1º ottobre 2008   |                 |
| 4  | Koko e la galleria               | Koko And The Tunnel        | 2 ottobre 2008    |                 |
| 5  | Una nuova casa per Edo           | Late Again Eddie           | 3 ottobre 2008    |                 |
| 6  | Vagone vecchio fa buon gelato    | Bang Klang Wilson          | 6 ottobre 2008    |                 |
| 7  | Sbagliando si impara             | Koko And The Squirrels     | 7 ottobre 2008    |                 |
| 8  | Max e la calamita                | Hodge And The Magnet       | 8 ottobre 2008    |                 |
| 9  | Wilson va in officina            | Clunky Wilson              | 9 ottobre 2008    |                 |
| 10 | Il campionato dei trenini        | The Chugger Championship   | 10 ottobre 2008   |                 |
| 11 | Un aiutante per Frostini         | Cool Wilson                | 13 ottobre 2008   |                 |
| 12 | Un giro con il vecchio Pete      | Old Puffer Pete's Tour     | 14 ottobre 2008   |                 |
| 13 | Misteri in città                 | Brewster Goes Bananas      | 15 ottobre 2008   |                 |
| 14 | Una sirena per Zephie            | Zephie's Zoomaround        | 16 ottobre 2008   |                 |
| 15 | Trasporto passeggeri             | Wilson's Smooth Moves      | 17 ottobre 2008   |                 |
| 16 | Bruno il supereroe               | Action Brewster            | 7 novembre 2008   |                 |
| 17 | Un cucciolo da accudire          | Koko's Puppy Training      | 10 novembre 2008  |                 |
| 18 | Koko in servizio di notte        | Koko On Call               | 12 novembre 2008  |                 |
| 19 | L'arte della navigazione         | Outward Bound Olwin        | 13 novembre 2008  |                 |
| 20 | Bruno e il drago                 | Brewster And The Dragon    | 14 novembre 2008  |                 |
| 21 | Svegliati Wilson                 | Wake Up Wilson             | 17 novembre 2008  |                 |
| 22 | La sorpresa                      | Brewster Knows Best        | 18 novembre 2008  |                 |
| 23 | Un esame difficile               | Koko Pulls It Off          | 19 novembre 2008  |                 |
| 24 | La fabbrica del gelato           | Wilson And The Ice Cream   | 20 novembre 2008  |                 |
| 25 | La guida turistica               | Wilson's Wacky Tour        | 21 novembre 2008  |                 |
| 26 | Il lavaggio automatico           | Wilson Gets A Wash         | 3 dicembre 2008   |                 |
| 27 | Il segreto di Max                | Hodge's Secret             | 6 aprile 2009     |                 |
| 28 | Il capolavoro di Frostini        | Frostini's Fruit Fandango  | 7 aprile 2009     |                 |
| 29 | Una grande giornalista           | Zephie Ace Reporter        | 8 aprile 2009     |                 |
| 30 | L'esilarante Emery               | Famous Emery               | 9 aprile 2009     |                 |
| 31 | Attento a non esagerare Wilson   | Watch Out Wilson!          | 10 aprile 2009    |                 |
| 32 | L'hobby di Bruno                 | Brewster's Hobby           | 13 aprile 2009    |                 |
| 33 | Zephie e le scimmiette birichine | Zephie's Monkey Business   | 14 aprile 2009    |                 |
| 34 | Le apparenze ingannano           | Poor Old Puffer Pete       | 15 aprile 2009    |                 |
| 35 | L'ispettore Emery                | Inspector Emery            | 16 aprile 2009    |                 |
| 36 | Wilson l'infermiere              | Nurse Wilson               | 17 aprile 2009    |                 |
| 37 | Un'avventura da raccontare       | Mtambo's Amazing Adventure | 20 aprile 2009    |                 |
| 38 | Una notte insonne                | Rock-a-Bye Chatsworth      | 21 aprile 2009    |                 |
| 39 | Max sfida Koko                   | Helpful Hodge              | 22 aprile 2009    |                 |
| 40 | I vagoni di emergenza            | Brewster to the Rescue     | 23 aprile 2009    |                 |
| 41 | Wilson l'artista                 | Wilson & the Paint Wagon   | 24 aprile 2009    |                 |
| 42 | L'ingranaggio                    | Eddie Finds Time           | 27 aprile 2009    |                 |
| 43 | Mambo il Re                      | Mtambo's Royal Tour        | 28 aprile 2009    |                 |
| 44 | Wilson e la tempesta             | Wilson & the Wild Wind     | 29 aprile 2009    |                 |
| 45 | Una caldaia per Pete             | Old Puffer Pete's Firebox  | 30 aprile 2009    |                 |
| 46 | Voglia di volare                 | Jet Pack Wilson            | 1º maggio 2009    |                 |
| 47 | La piccola aiutante di Bruno     | Brewster's Little Helper   | 4 maggio 2009     |                 |
| 48 | Bolle di sapone                  | Bubbly Olwin               | 5 maggio 2009     |                 |
| 49 | Koko prende il comando           | Koko Takes Charge          | 6 maggio 2009     |                 |
| 50 | Uno stile floreale               | Wilson's Paper Trail       | 7 maggio 2009     |                 |
| 51 | L'anniversario del vecchio Pete  | Puffer Pete's Big Show     | 8 maggio 2009     |                 |
| 52 | Un incarico regale               | Training Time Harrison     | 11 maggio 2009    |                 |

### Seconda stagione
| nº | Titolo italiano                   | Titolo inglese               | Prima TV UK       | Prima TV Italia |
| -- | --------------------------------- | ---------------------------- | ----------------- | --------------- |
| 1  | Il nuovo look di Koko             | Koko's New Look              | 13 settembre 2010 | 9 dicembre 2010 |
| 2  | Una cava di ghiaccio per Frostini | Frostini's Meltdown          | 14 settembre 2010 |                 |
| 3  | Bruno, vice insegnante            | Babysitter Brewster          | 15 settembre 2010 |                 |
| 4  | Luci, motore e Super Loc          | Lights Camera Action Chugger | 16 settembre 2010 |                 |
| 5  | Sbuffo di guerra                  | Chug Of War                  | 17 settembre 2010 |                 |
| 6  | Max prende il volo                | Hodge Sails Away             | 20 settembre 2010 |                 |
| 7  | Emery in prima pagina             | Stop The Press Emery         | 21 settembre 2010 |                 |
| 8  | Il rosso e il verde               | Hoot v. Toot                 | 22 settembre 2010 |                 |
| 9  | Bruno supersonico                 | The Brewster Booster         | 23 settembre 2010 |                 |
| 10 | Max e il trenquiz                 | Quizmaster Hodge             | 24 settembre 2010 |                 |
| 11 | Wilson e il dinosauro             | Wilson & The Dinosaur        | 27 settembre 2010 |                 |
| 12 | Wilson il treno delle nevi        | Snowstruck Wilson            | 28 settembre 2010 |                 |
| 13 | Harry in trappola                 | Heave Ho Harrison            | 29 settembre 2010 |                 |
| 14 | Acqua e sapone                    | Scrub-A-Chug                 | 29 novembre 2010  |                 |
| 15 | La meteora                        | Next Stop - Space            | 30 novembre 2010  |                 |
| 16 | La tempesta di ghiaccio           | Chilly Chuggers              | 1º dicembre 2010  |                 |
| 17 | Le acrobazie di Bruno             | Stunt Brewster               | 2 dicembre 2010   |                 |
| 18 | Wilson lo spargi sabbia           | Wilson's Icy Escapade        | 3 dicembre 2010   |                 |
| 19 | Wilson inviato speciale           | Rolling Reporter Wilson      | 6 dicembre 2010   |                 |
| 20 | Zephie e le api                   | Zephie & The Bees            | 7 dicembre 2010   |                 |
| 21 | La cerimonia di benvenuto         | Brewster Meets The Mayor     | 8 dicembre 2010   |                 |
| 22 | Il treno dell'anno                | Chugger Of The Year          | 9 dicembre 2010   |                 |
| 23 | Un rilevatore difetti difettoso   | Fault Finder Emery           | 10 dicembre 2010  |                 |
| 24 | Max e il navigatore satellitare   | Hodge & The Chugnav          | 13 dicembre 2010  |                 |
| 25 | Una gara ad alta velocità         | A Pat On The Paintwork       | 14 dicembre 2010  |                 |
| 26 | La bugia                          | Toot's Tall Tale             | 15 dicembre 2010  |                 |

### Terza stagione
| nº | Titolo italiano                  | Titolo inglese            | Prima TV UK      | Prima TV Italia |
| -- | -------------------------------- | ------------------------- | ---------------- | --------------- |
| 1  | Un premio speciale               | Gold Wheels               | 28 novembre 2011 |                 |
| 2  | L'aiutante preferito di Frostini | Special Helper Wilson     | 29 novembre 2011 |                 |
| 3  | La sfilata                       | Hodge Can't Wait          | 30 novembre 2011 |                 |
| 4  | Treno-mimetizzazione             | Chug-o-Flage              | 1º dicembre 2011 |                 |
| 5  | Il gioco di Koko                 | Koko's Game               | 2 dicembre 2011  |                 |
| 6  | Wilson la calamita               | Magnetic Wilson           | 5 dicembre 2011  |                 |
| 7  | Il club delle stelle di Zephie   | Zephie's Star Club        | 6 dicembre 2011  |                 |
| 8  | Un super treno normale           | Undercover Action Chugger | 7 dicembre 2011  |                 |
| 9  | Regista per un giorno            | Movie Maker Brewster      | 8 dicembre 2011  |                 |
| 10 | Il segreto di Koko               | Top Secret Koko           | 9 dicembre 2011  |                 |
| 11 | Benvenuta a Chuggington          | Toot's New Friend         | 12 dicembre 2011 |                 |
| 12 | La squadra di soccorso           | Skylar's Squad            | 13 dicembre 2011 |                 |
| 13 | Ruote traballanti                | Wobbly Wheels             | 14 dicembre 2011 |                 |
| 14 | Arrivederci, Dunbar              | Brewster's Crane Training | 15 dicembre 2011 |                 |

### Quarta stagione
| nº | Titolo italiano                   | Titolo inglese           | Prima TV UK       | Prima TV Italia |
| -- | --------------------------------- | ------------------------ | ----------------- | --------------- |
| 1  | Soccorso a Rocky Ridge            | Rescue At Rocky Ridge    | 26 agosto 2013    |                 |
| 2  | Wilson e il razzo di segnalazione | Wilson's Forest Flare    | 26 agosto 2013    |                 |
| 3  | Fermati Koko fermati!             | Stop Koko Stop!          | 27 agosto 2013    |                 |
| 4  | Koko fuori controllo              | Runaway Koko             | 28 agosto 2013    |                 |
| 5  | Bruno costruisce i binari         | Brewster Makes Tracks    | 29 agosto 2013    |                 |
| 6  | Wilson il capo                    | Chief Wilson             | 30 agosto 2013    |                 |
| 7  | Bruno assistente gruista          | Back Up Brewster         | 30 settembre 2013 |                 |
| 8  | Bruno posa i binari               | Track Laying Brewster    | 1º ottobre 2013   |                 |
| 9  | Koko l'esploratrice               | Explorer Koko            | 2 ottobre 2013    |                 |
| 10 | Bruno e il saldatore              | The Old Silver Mine Line | 3 ottobre 2013    |                 |
| 11 | Bruno capo squadra                | Brewster Leads the Way   | 4 ottobre 2013    |                 |
| 12 | Wilson il pattugliatore del parco | Park Patroller Wilson    | 5 ottobre 2013    |                 |
| 13 | Soccorso sul grattacielo          | High Rise Rescue         | 6 ottobre 2013    |                 |
| 14 | Nebbia invernale                  | Winter Whiteout          | 2 gennaio 2014    |                 |
| 15 | Soccorso in montagna              | Snow Patrol              | 3 gennaio 2014    |                 |
| 16 | Wilson il coraggioso              | Fearless Wilson          | 7 aprile 2014     |                 |
| 17 | Squadra speciale di salvataggio   | Special Rescue Team      | 8 aprile 2014     |                 |
| 18 | Una giornata libera               | Deputy Chug Patrollers   | 9 aprile 2014     |                 |
| 19 | Wilson apprendista pompiere       | Blazin' Wilson           | 10 aprile 2014    |                 |
| 20 | Un test per Bruno                 | On Track Brewster        | 11 aprile 2014    |                 |
| 21 | Bruno e il nuovo ponte            | We Are The Chuggineers   | 14 aprile 2014    |                 |
| 22 | Insieme al traguardo              | Team Trainee             | 15 aprile 2014    |                 |
| 23 | Koko batte il record              | Record Breaker Koko      | 16 aprile 2014    |                 |
| 24 | Linea ad alta velocità            | The Tootington Tunnel    | 17 aprile 2014    |                 |
| 25 | Bruno, treno di ferro             | Iron Chuggers            | 18 aprile 2014    |                 |
| 26 | La regola d'oro                   | Round Up Wilson          | 21 aprile 2014    |                 |

### Quinta stagione
| nº | Titolo italiano                    | Titolo inglese                  | Prima TV UK    | Prima TV Italia |
| -- | ---------------------------------- | ------------------------------- | -------------- | --------------- |
| 1  | Primo Soccorritore Calley          | First Responder Calley          | 18 maggio 2015 |                 |
| 2  | Salvataggio Dal Buco Del Lavandino | Sinkhole Rescue                 | 19 maggio 2015 |                 |
| 3  | La Pattuglia Di Cormac             | Cormac Patrol                   | 20 maggio 2015 |                 |
| 4  | Campo Di Tirocinio                 | Trainee Camp                    | 21 maggio 2015 |                 |
| 5  | Guida Turistica Harry              | Tour Guide Harrison             | 22 maggio 2015 |                 |
| 6  | Sfida Di Consegna                  | Delivery Challenge              | 25 maggio 2015 |                 |
| 7  | Koko Espresso                      | Koko Express                    | 26 maggio 2015 |                 |
| 8  | Skipper Stu e La Gru a Vapore      | Skipper Stu and the Steam Crane | 27 maggio 2015 |                 |
| 9  | Capo Pattuglia Di Chuggington      | Chug Patrol Chief               | 28 maggio 2015 |                 |
| 10 | Fletch Risplende                   | Fletch Shines                   | 29 maggio 2015 |                 |

### Sesta stagione
| nº | Titolo italiano | Titolo inglese                    | Prima TV UK      | Prima TV Italia |
| -- | --------------- | --------------------------------- | ---------------- | --------------- |
| 1  |                 | Slow Coach Koko                   | 2 gennaio 2021   |                 |
| 2  |                 | My Hero                           | 3 gennaio 2021   |                 |
| 3  |                 | Wilson's Broadcast Blues          | 9 gennaio 2021   |                 |
| 4  |                 | Wild Safari Park                  | 10 gennaio 2021  |                 |
| 5  |                 | Frostini's True Calling           | 16 gennaio 2021  |                 |
| 6  |                 | The Old Fashioned Way             | 17 gennaio 2021  |                 |
| 7  |                 | The Extra Mile                    | 18 gennaio 2021  |                 |
| 8  |                 | Glow Koko                         | 19 gennaio 2021  |                 |
| 9  |                 | Not From Around Here              | 20 gennaio 2021  |                 |
| 10 |                 | Out In The Cold                   | 21 gennaio 2021  |                 |
| 11 |                 | Wilson's Wag-A-Lag-On             | 22 gennaio 2021  |                 |
| 12 |                 | Sleepyhead Koko                   | 25 gennaio 2021  |                 |
| 13 |                 | Piperactive                       | 26 gennaio 2021  |                 |
| 14 |                 | The Mighty Koko                   | 27 gennaio 2021  |                 |
| 15 |                 | The Fast, The Strong & The Wilson | 28 gennaio 2021  |                 |
| 16 |                 | Chug Patrol, Out of Control       | 29 gennaio 2021  |                 |
| 17 |                 | The 3 Ways of the Track           | 1 febbraio 2021  |                 |
| 18 |                 | Spy Train                         | 2 febbraio 2021  |                 |
| 19 |                 | Odd Train Out                     | 3 febbraio 2021  |                 |
| 20 |                 | It's Not Easy Being Clean         | 4 febbraio 2021  |                 |
| 21 |                 | Monkey Sitting                    | 5 febbraio 2021  |                 |
| 22 |                 | Tai Tracks                        | 8 febbraio 2021  |                 |
| 23 |                 | Rock 'n' Rollers                  | 9 febbraio 2021  |                 |
| 24 |                 | Brewster's Greatest Gift          | 10 febbraio 2021 |                 |
| 25 |                 | Chuggington Noir                  | 11 febbraio 2021 |                 |
| 26 |                 | Imagine That                      | 12 febbraio 2021 |                 |
| 27 |                 | Chug Encounters of the Train Kind | 15 febbraio 2021 |                 |
| 28 |                 | The Spooky Chugger                | 16 febbraio 2021 |                 |
| 29 |                 | Chug Patrol: Mission Thunder      | 17 febbraio 2021 |                 |
| 30 |                 | The Royal Chugger                 | 18 febbraio 2021 |                 |
| 31 |                 | Action Chugger's Day Off          | 19 febbraio 2021 |                 |
| 32 |                 | Twin Trouble                      | 22 febbraio 2021 |                 |
| 33 |                 | Night Moves                       | 23 febbraio 2021 |                 |
| 34 |                 | The Great Chugger Caper           | 24 febbraio 2021 |                 |
| 35 |                 | Piper's City Safari               | 25 febbraio 2021 |                 |
| 36 |                 | The Trainee & The Tree            | 26 febbraio 2021 |                 |
| 37 |                 | Gold Rush                         | 1 marzo 2021     |                 |
| 38 |                 | Pumpkin Spice Chuggers            | 2 marzo 2021     |                 |
| 39 |                 | Reachin' Rosa                     | 3 marzo 2021     |                 |
| 40 |                 | Chugatronic Cargo                 | 4 marzo 2021     |                 |
| 41 |                 | The Zephie Express                | 5 marzo 2021     |                 |
| 42 |                 | The Art of Chug Shui              | 8 marzo 2021     |                 |
| 43 |                 | The Record Breakers               | 9 marzo 2021     |                 |
| 44 |                 | Brewster's Best Buddy             | 10 marzo 2021    |                 |
| 45 |                 | Superstar Brewster                | 11 marzo 2021    |                 |
| 46 |                 | You for a Day                     | 12 marzo 2021    |                 |

### Speciali
| nº | Titolo italiano | Titolo inglese                            | Prima TV UK      | Prima TV Italia |
| -- | --------------- | ----------------------------------------- | ---------------- | --------------- |
| 1  |                 | Chug Patrol: Ready To Rescue              | 26 agosto 2013   |                 |
| 2  |                 | Chuggineers: Ready to Build               | 13 ottobre 2014  |                 |
| 3  |                 | Snow Rescue                               | 26 dicembre 2020 |                 |
| 4  |                 | High Speed Action                         |                  |                 |
| 5  |                 | Rescue and Repair: The New Chug Patroller |                  |                 |
| 6  |                 | Delivery Dash At The Docks                | 21 novembre 2021 |                 |
| 7  |                 | The Big Freeze                            | 2 gennaio 2021   |                 |
| 8  |                 | Chugging Home for the Holidays            | 19 dicembre 2021 |                 |
| 9  |                 | Celebrate Chuggington                     | 7 marzo 2021     |                 |

### Badge Quest
| nº | Titolo italiano | Titolo inglese              | Prima TV UK       | Prima TV Italia |
| -- | --------------- | --------------------------- | ----------------- | --------------- |
| 1  |                 | Weighing It Up              | 24 luglio 2010    |                 |
| 2  |                 | Carwash                     | 25 luglio 2010    |                 |
| 3  |                 | Rainbow Chuggers            | 31 luglio 2010    |                 |
| 4  |                 | Chug Patrol                 | 1º agosto 2010    |                 |
| 5  |                 | Remember The Route          | 7 agosto 2010     |                 |
| 6  |                 | Squeaky Clean               | 8 agosto 2010     |                 |
| 7  |                 | Honk Your Horns             | 14 agosto 2010    |                 |
| 8  |                 | Ready To Roll               | 15 agosto 2010    |                 |
| 9  |                 | Capable Brewster            | 21 agosto 2010    |                 |
| 10 |                 | Fire Safety                 | 22 agosto 2010    |                 |
| 11 |                 | Knowing Where You Are Going | 28 agosto 2010    |                 |
| 12 |                 | Helping Wheels              | 29 agosto 2010    |                 |
| 13 |                 | Running On Time             | 4 settembre 2010  |                 |
| 14 |                 | Animal Helper               | 5 settembre 2010  |                 |
| 15 |                 | Work Those Wheels           | 11 settembre 2010 |                 |
| 16 |                 | Buddy Badge                 | 12 settembre 2010 |                 |
| 17 |                 | Brewster & the Star Map     | 18 settembre 2010 |                 |
| 18 |                 | Emergency Emery             | 19 settembre 2010 |                 |
| 19 |                 | Koko's Cargo                | 25 settembre 2010 |                 |
| 20 |                 | Concentrate Wilson!         | 26 settembre 2010 |                 |
| 21 |                 | Follow The Leader           | 2 ottobre 2010    |                 |
| 22 |                 | Make Or Brake               | 3 ottobre 2010    |                 |
| 23 |                 | No Time To Waste            | 9 ottobre 2010    |                 |
| 24 |                 | Quiet Please                | 10 ottobre 2010   |                 |
| 25 |                 | Keep Chuggington Beautiful  | 16 ottobre 2010   |                 |
| 26 |                 | Who Do You Appreciate?      | 17 ottobre 2010   |                 |
| 27 |                 | Town Criers                 | 24 gennaio 2011   |                 |
| 28 |                 | Couriers                    | 25 gennaio 2011   |                 |
| 29 |                 | Fire Warden Wilson          | 26 gennaio 2011   |                 |
| 30 |                 | Home, Wilson!               | 27 gennaio 2011   |                 |
| 31 |                 | Pull Together               | 28 gennaio 2011   |                 |
| 32 |                 | Shape Up                    | 31 gennaio 2011   |                 |
| 33 |                 | Show & Tell Brewster        | 1º febbraio 2011  |                 |
| 34 |                 | Green Machines              | 2 febbraio 2011   |                 |
| 35 |                 | Chug & Click Wilson         | 3 febbraio 2011   |                 |
| 36 |                 | Service With A Smile        | 4 febbraio 2011   |                 |
| 37 |                 | First Things First          | 7 febbraio 2011   |                 |
| 38 |                 | Night Chuggers              | 8 febbraio 2011   |                 |
| 39 |                 | Trainer Wilson              | 9 febbraio 2011   |                 |
| 40 |                 | Home Sweet Home             | 6 febbraio 2012   |                 |
| 41 |                 | Safeguarder Wilson          | 7 febbraio 2012   |                 |
| 42 |                 | Swift Shift                 | 8 febbraio 2012   |                 |
| 43 |                 | Look Out Brewster           | 9 febbraio 2012   |                 |
| 44 |                 | Wilson's Winter Feed        | 10 febbraio 2012  |                 |
| 45 |                 | Share The Load              | 13 febbraio 2012  |                 |
| 46 |                 | Mind Your Manners           | 14 febbraio 2012  |                 |

## Doppiaggio
| Personaggio                  | Doppiatore originale                                       | Doppiatore italiano                                         |
| ---------------------------- | ---------------------------------------------------------- | ----------------------------------------------------------- |
| Wilson                       | Morgan Overton (stagioni 1-3) Edward Sharpe (stagioni 4-5) | Mattia Nissolino (stagione 1) Barbara Pitotti (stagione 2+) |
| Bruno (Brewster)             | Charlie George (stagioni 1-3) Toby Davies (stagioni 4-5)   | Manuel Meli                                                 |
| Koko                         | Imogen Bailey                                              | Giulia Tarquini                                             |
| Calley                       | Nicole Davies                                              | Barbara Villa                                               |
| Dunbar                       | Andy Nyman                                                 | Oreste Baldini                                              |
| Vecchio Peter (Vecchio Pete) | Paul Panting                                               | Mino Caprio                                                 |
| Cristian                     |                                                            | Oliviero Dinelli                                            |
| Jackman                      | Michael Byers                                              | Massimo Bitossi                                             |
| Zack                         | Paul Dodds                                                 | Riccardo Scarafoni                                          |
| Tyne                         | Carina Reeves                                              | Valeria Vidali                                              |
| Fletch                       | Joe Sims                                                   | Stefano Alessandroni                                        |
| Hanzo                        | Dai Tabuchi                                                | Sergio Lucchetti                                            |
| Aldo                         |                                                            | Alessandro Budroni                                          |
| Frostini                     | Angelo Cola                                                |                                                             |
| Edo                          |                                                            | Flavio Aquilone                                             |
| Max                          |                                                            | Tito Marteddu                                               |
| Leo                          |                                                            | Arturo Valli                                                |
| Bea                          |                                                            | Agnese Marteddu                                             |